# Reith bei Kitzbühel
Reith bei Kitzbühel je obec v Rakousku. Nachází se ve spolkové zemi Tyrolsko v okrese Kitzbühel a má přibližně 1 700 obyvatel.

## Poloha
Reith bei Kitzbühel se nachází asi pět kilometrů severozápadně od hlavního města okresu Kitzbühel, mezi obcemi Bichlach a Rauhen Kopf. Obec leží na úpatí pohoří Wilder Kaiser v údolí Leukental a tvoří přechod do Brixentalu. Obcí protéká řeka Reither Ache a stejně jako město Kitzbühel leží v nadmořské výšce 762 m n. m. Na území je rašelinové jezero Gieringer Weiher v rekreační oblasti Bichlach.
Rozloha obce je 15,66 km². Z toho 43,5 % tvoří zemědělská půda, 41,7 % lesy a 3 % vysokohorské pastviny 1,6 % vodní plocha. Z celkové plochy je 55,4 % osídleno.

### Sousední obce
|                    | Going am Wilden Kaiser |                    |
| Ellmau             |                        | Oberndorf in Tirol |
| Kirchberg in Tirol |                        | Kitzbühel          |

## Historie
První písemná zmínka o obci je z listopadu 1125, kde je uváděna jako Gebrichesrivt ([Gebrichs-]Reith) a později kolem roku 1190 jako Ruote (stará mýtina). Obec kdysi patřila k panství berchtesgadenského kláštera. V Rerobichlu a Astbergu se od 15. do 18. století těžilo stříbro a měď. První kostel, který se nacházel již na místě dnešního kostela, byl vysvěcen v roce 1188. V 15. století byl rozšířen v gotickém slohu a v roce 1729 přestavěn na barokní kostel.

## Partnerská města
- Wetzlar, Německo